# Shannon Forrest
Shannon Forrest, ameriški bobnar, producent in tonski mojster, * 1976, Easley, Južna Karolina, ZDA.
Forrest je ameriški bobnar in tolkalist, najbolj znan po svojem delu kot studijski glasbenik. Kot tak je sodeloval s številnimi znanimi izvajalci, udejstvuje pa se tudi kot producent in tonski mojster.

## Kariera
Forrest je s svojo kariero pričel v očetovem studiu, kjer je snemal številne projekte z izvajalci tradicionalnega gospela. Kasneje je pričel delovati kot studijski glasbenik v Nashvillu, kjer je posnel več uspešnih albumov za izvajalce kot so Brooks & Dunn, Taylor Swift, Rascal Flatts, Carrie Underwood, Mary Chapin Carpenter, The Chieftains, Willie Nelson, Ricky Skaggs, Trisha Yearwood, Lee Ann Womack, Jerry Douglas, Merle Haggard in številni drugi.

### Toto
Leta 2015 je pričel sodelovati s skupino Toto, kjer je na bobnih nadomestil Keitha Carlocka. S skupino je nastopil tudi leta 2009 ob njenem sprejetju v Glasbeni hram slavnih.

### Dukes of September
Med letoma 2010 in 2012 je Forrest kot gostujoči glasbenik igral na turneji Dukes of September z Bozom Scaggsom, Michaelom McDonaldom in Donaldom Fagnom.

## Oprema
Forrest trenutno uporablja bobne Pearl Drums, činele Paiste Cymbals, opne Remo Drumheads in Innovative Percussion. Pred tem je uporabljal tolkala in bobne znamke Brady Drum Company. Za igranje s skupino Toto, uporablja Forrest bobne Brady Ply z rdečimi bleščicami, ki so nameščeni na stojala Pearl Drums.
Uporablja tudi konge Gon Bops Mariano, bongose Mariano in djembe Mariano.

## Nagrade in priznanja
Forrest je bil sedemkrat imenovan za bobnarja leta s strani Academy of Country Music.

## Izbrana diskografija
- 1994: The Arnolds – Read Between the Nails (Cherish Music)
- 1994: The Freemans – In a High Wind (Goldenvine)
- 1996: Jeff Foxworthy – Crank It Up: The Music Album (Warner Bros. Records)
- 1997: The Kinleys – Just Between You and Me (Epic Records)
- 1997: Ricky Skaggs – Life is a Journey (Atlantic Records)
- 1997: Sheri Easter – Sheri (Spring Hill)
- 1997: The Bishops – Reach The World (Homeland)
- 1997: John Hager – October Road (PWD/Huge)
- 1997: Matt King – Five O'Clock Hero (Atlantic)
- 1998: Martina McBride – White Christmas (RCA)
- 1998: The Wilkinsons – Nothing but Love (Giant Records)
- 1998: Don Williams – I Turn the Page (Giant)
- 1999: Jennifer Day – The Fun of Your Love (BNA Records)
- 2000: Alabama – When It All Goes South (RCA)
- 2000: Steph Carse – Steph Carse (H2E)
- 2000: Ricky Skaggs and Friends – Big Mon: The Songs of Bill Monroe (Skaggs Family)
- 2000: The Kinleys – II (Epic)
- 2000: Kenny Rogers – There You Go Again (Dreamcatcher)
- 2001: Jim Brickman – Simple Things (Windham Hill Records)
- 2001: Brooks & Dunn – Steers & Stripes (Arista Nashville)
- 2001: Chris Cagle – Play It Loud (Capitol)
- 2001: Wanessa Camargo – Wanessa Camargo (BMG Brasil)
- 2002: Bonnie Bramlett – I'm Still The Same (Koch Records)
- 2002: Art Garfunkel with Maia Sharp and Buddy Mondlock – Everything Waits to be Noticed (Manhattan Records)
- 2002: Toby Keith – Unleashed (DreamWorks Records)
- 2002: Shana Morrison – 7 Wishes (Vanguard Records)
- 2002: Joe Nichols – Man with a Memory (Universal South)
- 2003: Josh Turner – Long Black Train (MCA Nashville)
- 2004: Maura O'Connell – Don't I Know (Sugar Hill)
- 2004: Mindy Smith – One Moment More (Vanguard)
- 2004: Montgomery Gentry – You Do Your Thing (Columbia Records)
- 2004: Phil Vassar – Shaken Not Stirred (Arista Nashville)
- 2005: Faith Hill – Fireflies (Warner Bros. Records)
- 2005: Carrie Underwood – Some Hearts (Arista Nashville)
- 2005: Trisha Yearwood – Jasper County (MCA Nashville)
- 2006: Brooks & Dunn – Hillbilly Deluxe (Arista Nashville)
- 2006: Toby Keith – White Trash with Money (Show Dog Nashville)
- 2006: Kenny Rogers – Water & Bridges (Capitol Nashville)
- 2006: Josh Turner – Your Man (MCA Nashville)
- 2007: Joe Nichols – Real Things (Universal South)
- 2007: Josh Turner – Everything Is Fine (MCA Nashville)
- 2008: Trace Adkins – X (Ten) (Capitol Nashville)
- 2008: Jessica Simpson – Do You Know (Epic)
- 2009: Reba McEntire – Keep on Loving You (Valory)
- 2010: Taylor Swift – Speak Now (Big Machine Records)
- 2010: Josh Turner – Haywire (MCA Nashville)
- 2012: Jana Kramer – Jana Kramer (Elektra Nashville)
- 2012: Josh Turner – Punching Bag (MCA Nashville)
- 2014: Tim McGraw – Sundown Heaven Town (Big Machine)
- 2014: Josh Thompson - Turn it Up (Show Dog)
- 2015: Don Henley – Cass County (Capitol Records)
- 2017: Josh Turner – Deep South (MCA Nashville)